# Jamal al-Saffar
Jamal Abdullah Al-Saffar (né le 24 octobre 1971) est un athlète saoudien, spécialiste du sprint. 

## Biographie
Il remporte le titre du 100 mètres lors des championnats d'Asie 2000 et conserve son titre deux ans plus tard aux championnats d'Asie 2002. Il remporte par ailleurs la médaille d'or aux Jeux asiatiques de 2002. 
Son record personnel sur 100 m, établi en 2002 et 2004, est de 10 s 19.

### Palmarès
| Date | Compétition                | Lieu     | Résultat | Épreuve | Temps   |
| ---- | -------------------------- | -------- | -------- | ------- | ------- |
| 1999 | Jeux panarabes             | Irbid    | 1er      | 100 m   | 10 s 39 |
| 2000 | Championnats d'Asie        | Djakarta | 1er      | 100 m   | 10 s 32 |
| 2002 | Championnats d'Asie        | Colombo  | 1er      | 100 m   | 10 s 43 |
| 2002 | Jeux asiatiques            | Busan    | 1er      | 100 m   | 10 s 24 |
| 2002 | Coupe du monde des nations | Madrid   | 5e       | 100 m   | 10 s 38 |

### Records
| Épreuve | Performance | Lieu         | Date                          |
| ------- | ----------- | ------------ | ----------------------------- |
| 100 m   | 10 s 19     | Koweït Qatif | 10 avril 2002 25 février 2004 |